# مارتن هاسيك (لاعب كرة قدم)
مارتن هاسيك (بالتشيكية: Martin Hašek)‏ هو لاعب كرة قدم تشيكي في مركز الوسط، ولد في 3 أكتوبر 1995 في ليبيريتس في جمهورية التشيك. لعب مع سبارتا براغ.

## وصلات خارجية
- مارتن هاسيك (لاعب كرة قدم) على موقع الاتحاد التشيكي (الإنجليزية)
- مارتن هاسيك (لاعب كرة قدم) على موقع قاعدة بيانات كرة القدم.إي يو (الإنجليزية)
- مارتن هاسيك (لاعب كرة قدم) على موقع Soccerway.com (الإنجليزية)
- مارتن هاسيك (لاعب كرة قدم) على موقع عالم كرة القدم.نت (الإنجليزية)